# Forellenbach (Kocher)
Der Forellenbach ist ein Bach überwiegend im Gebiet der Kleinstadt Niedernhall im Hohenlohekreis im nordöstlichen Baden-Württemberg, der nach einem rund viereinhalb Kilometer langen, ungefähr nordwestlichen Lauf am Rande der Altstadt von Niedernhall von links in den unteren Kocher mündet.

## Geographie

### Verlauf
Der Forellenbach entsteht im großen Waldgebiet an der Innenseite des nördlichen Kocherbogens. Der beständige Lauf beginnt etwa 1,1 km östlich von Niedernhall-Waldzimmern und etwa 1,3 km nordwestlich von Künzelsau-Kemmeten auf Niedernhaller Stadtgebiet dicht an der Grenze zu dem von Künzelsau auf etwa 371 m ü. NHN. Dort, in schon merklicher Talmulde nahe dem Waldweg von Waldzimmern zum Wohnplatz Taläcker im Osten über Künzelsau, setzt der andauernd ungefähr nordwestliche Lauf ein. Dessen Talsenke lässt sich jedoch noch über einen Kilometer weiter aufwärts verfolgen, sie beginnt nordöstlich von Kemmeten und läuft zunächst westwärts. Von nördlich des Weilers an gibt es darin ein etwa 0,3 km langes Stück Lauf mit unbeständigem Durchfluss, der deutlich vor dem genannten beständigen Forellenbach-Ursprung wieder aussetzt.
Von diesem an fließt der Forellenbach anfangs zwischen den Waldgewannen Steinernes Kreuz am linken und Rehbockrain am rechten Talhang. Nach etwa einem Kilometer holen Tal und Bach in einer kleinen Schlinge kurz nach rechts aus, gegen diese läuft auf etwa 314 m der mit etwa 1,0 km Länge erste größere Seitenbach vom Herrenbrunnen aus dem Osten zu. Wenig später wechselt der Forellenbach, bisher überwiegend Grenzbach zwischen Niedernhall am linken und Künzelsau am rechten Ufer, ins Innere des Niedernhaller Stadtgebietes. Einen knappen Kilometer weiter im Nordwesten mündet auf etwa 276 m ein kürzerer Bach nun aus dem Waldgewann Dörnich im Osten. Von diesem Zufluss an liegt eine Wiese am rechten Unterhang.
Nach einem weiteren rechten Seitenbach, der diesmal aus einer schmalen, aber ausgeprägten und walderfüllte Klinge zuläuft, mündet schließlich nach fast zwei Dritteln der Bachlänge der einzige bedeutende linke Zufluss, der etwa 0,9 km lange Bach aus der Säubergsklinge, auch Herrgottsbergklinge genannt, der mit seinem Einschnitt den Sporn Herrgottsberg von der Hochebene auf der Giebelheide über dem Säuberg zur Linken abtrennt. Ein Stück weit abwärts erreicht die lange Talsteige vom ingelfinger Weiler Lipfersberg auf der rechten Hochebene herab den Talgrund. Dort setzt die erste Häuserreihe von Niedernhall unter der Weinsteige ein, über welcher wiederum sich der Weinberghang des Braunsbergs aufwärts zieht. Der Bach zweigt hier nach links den Mühlbach nach links ab, der nach einem halben Kilometer und einem durchlaufenen Mühlweiher zuletzt am Austritt des Bachs in den Kochertalgrund an einer früheren Mühle zurückläuft.
Der Bach durchfließt dann nicht etwa die unmittelbar vor seiner Talmündung liegende Altstadt Niedernhalls, sondern zieht an deren etwa zu den Haupthimmelsrichtungen parallelen Geviert erst an der Ost-, dann an der Nordseite teils in unterirdischem Lauf vorbei. Etwas über hundert Meter vor der Flussbrücke herüber zur Niedernhaller Altstadt mündet der Forellenbach dann am südlichen der Parkplätze bei den Auensportflächen auf wenig unter 200 m ü. NHN von links und zuletzt Osten in den unteren Kocher.
Der Forellenbach verliert auf seinem 4,4 km langen Weg rund 171 Meter an Höhe, sein mittleres Sohlgefälle liegt damit etwa bei 38 ‰.
Der Forellenbach ist bis fast zur Ortsgrenze von Niedernhall ein sehr naturnaher Bach. Am Oberlauf ist er teils klingenartig eingeschnitten und hat ein blockschuttreiches Bett. Er läuft über kleine Stufen mit Kalksinteranwuchs durch einen buchenreichen Wald, oft begleitet von Erlen, seine Breite liegt meist zwischen zwei und vier Metern und er zeigt kleine Mäander. Abschnittsweise speisen im Tal Sicker- und Fließquellen den Bach. Etwas vor der ehemaligen Mühle am Übergang ins Kochertal endet der naturnahe Teil und der Bach fließt teils unterirdisch verdolt auf offenbar künstlicher Trasse.

### Einzugsgebiet
Der Forellenbach entwässert eine Fläche von 6,7 km² Größe, die naturräumlich gesehen überwiegend im Unterraum Ohrnwaldriedel der Kocher-Jagst-Ebenen liegt; der kleine Mündungskeil am und im Kochertal gehört dagegen zu deren Unterraum Unteres Kochertal. Das Einzugsgebiet ist in der südost-nordwestlichen Laufrichtung der Bachlaufs langgestreckt und vor allem im oberen Teil merklich rechtslastig. Die mit bis zu 415 m ü. NHN größten Höhen überhaupt werden ganz im Osten im Wald nahe der Künzelsauer Höhensiedlung Taläcker erreicht, während linksseits des oberen Bachs der dort nur zweihundert Meter vom Lauf entfernte Höhenkamm mit der Wasserscheide ein Maximum von nur 390,8 m ü. NHN hat.
Das Einzugsgebiet grenzt reihum im Norden und Nordosten an das des Kochers vor dem Zumündung, der hier überwiegend über den beim Ingelfinger Weiler Lipfersberg entstehenden Löhlesklingenbach konkurriert; im Osten entwässert die von den Taläckern zum Kocher laufende kleine Katzenklinge; im weiteren Osten und Ostsüdosten dann der Kemmeter Bach über den Künsbach; im Südosten grenzt das Einzugsgebiet des Kuhbachs an; im Süden und Südwesten das des Zimmerbachs. Die beiden letzten sind rechte Zuflüsse der unterhalb des Forellenbachs in den Kocher mündenden Kupfer.
Der ständige Lauf des Forellenbachs beginnt nahe der Grenze zwischen dem Lettenkeuper (Erfurt-Formation) und dem darunter liegenden Oberen Muschelkalk. Schon etwa am Zulauf des Bachs vom Herrenbrunnen erreicht der Bach den Mittleren Muschelkalk und etwa am Einsetzen der zumindest rechts offenen Talflur den Unteren Muschelkalk, den er erst zuletzt auf dem Kochertalgrund beim Wechsel in den Auensedimentstreifen um den Fluss verlässt. Der Bach folgt ungefähr der einen Störung eines parallelen Störungspaars, deren linkes Pendant wenig versetzt auf der linken Randhöhe läuft. Dieses versetzt Lettenkeuper im Südwesten gegen Oberen Muschelkalk im Nordosten auf der Talseite, während die etwa der Trasse des Baches folgende nordöstliche Störung abschnittsweise geologisch tiefere Schichten talseitig gegen höhere an der Seite zum rechten Hang verstellt. Tektonisch bildet das Störungspaar also einen Horst. Auf dem morphologisch höheren rechten Rücken liegt überall meist Oberer Muschelkalk, während sich auf dem linken noch kochertalnah auf der Giebelhöhe Lettenkeuper findet. Dem Lettenkeuper im Südwesten und Süden ist an einigen Stellen noch Lösssediment aus quartärer Sedimentation aufgelagert.
Das Einzugsgebiet ist überwiegend bewaldet, fast geschlossen in seinen südlichen Teilen. In offener Flur liegen die rechte Randhöhe um Lipfersberg und auf dem zunächst auch Eselsberg genannten Sporn Braunsberg zum oberen Kochertal hin bis fast zur Spitze, dazu die vor allem rechten Tallagen ab dem Mittellauf fast bis hinauf an die obere Hangkante des Braunsbergs, ein Zwickel auf der teils besiedelten linken Randhöhe Giebelheide westlich des Herrgottsbergs und über dem unteren linken Talhang Säubergs, die selbst beide fast ganz bewaldet sind, sowie die Ortsflur von Niedernhall an der Mündung.
Niedernhall an der Mündung ist der einzige Ort am Lauf, von dem ein Teil der Höhensiedlung auf der Giebelheide noch zu Forellenbach entwässert. Sonst gibt es keine weiteren Orte im Einzugsgebiet, dessen größter Teil im Norden und Westen im Niedernhaller Stadtgebiet liegt. Ebenfalls einen beträchtlichen, überwiegend bewaldeten Anteil im Südosten hat Künzelsau. Ein schmaler Randstreifen im Nordosten gehört auch zu Ingelfingen.

### Zuflüsse und Seen
Liste der Zuflüsse und  Seen von der Quelle zur Mündung. Gewässerlänge, Seefläche, Einzugsgebiet und Höhe nach den entsprechenden Layern auf der Onlinekarte der LUBW. Andere Quellen für die Angaben sind vermerkt.
Ursprung des Forellenbachs auf etwa 371 m ü. NHN weńige Schritt vor dem Waldweg von Künzelsau-Taläcker nach Niedernhall-Waldzimmern im Wald am Ostrand des Heiligenschlags zum Mönchsschlag.
Fließt bis an den Kochertalrand in etwa nordwestliche Richtungen.
Ein unbeständiger Oberlauf beginnt ca. 0,8 km weiter aufwärts in der Talmulde im Waldrand nördlich von Kemmeten auf etwa 384,9 m ü. NHN ⊙, setzt aber nach ca. 0,3 km Westlaufs wieder ganz aus.
- (Bach vom Herrenbrunnen (?)[3]), von rechts und Osten auf etwa 314,4 m ü. NHN[LUBW 8] an einem kleinen Bogen nach rechts von Tal und Bach gegenüber dem Gewann Zinkenberg, 1,0 km und ca. 1,5 km². Entspringt auf etwa 373,3 m ü. NHN[LUBW 8] dem Herrenbrunnen[3] an einem Waldweg zwischen Unholdplatte im Süden und Sauwiesenschlag im Norden.
- (Zufluss), von rechts und Osten auf etwa 276,1 m ü. NHN[LUBW 8] am Beginn der am rechten Unterhang offenen Flur, 0,6 km und ca. 0,3 km². Entsteht auf etwa 371 m ü. NHN nahe dem Nordende des Waldes Dörnich.
- (Hangklingenbach), von rechts und Ostnordosten auf etwa 260 m ü. NHN aus einer bewaldeten Hangklinge, 0,5 km und ca. 0,5 km². Entsteht auf etwa 342,2 m ü. NHN[LUBW 8] an der Talsteige von Ingelfingen-Lipfersberg nach Niedernhall.
- (Bach aus der Säubergsklinge oder Herrgottsbergklinge[LUBW 9]), von links und Südsüdwesten auf etwa 246,4 m ü. NHN[LUBW 8] östlich unter der Talsteige der Neufelser Straße (L 1044 Neuenstein-Neufels–Niedernhall), 0,9 km und ca. 0,6 km². Entsteht auf etwa 357 m ü. NHN nahe einer geschützten Eiche im Waldrand südöstlich der Niedernhaller Siedlung auf der Giebelheide.
- Passiert auf etwa 243 m ü. NHN gleich nach dem vorigen einen Teich links am Lauf, unter 0,1 ha.
- (Hangklingenbach), von rechts und Ostnordosten auf etwa 260 m ü. NHN aus einer bewaldeten Hangklinge, 0,5 km und ca. 0,5 km². Entsteht auf etwa 342,2 m ü. NHN[LUBW 8] an der Talsteige von Ingelfingen-Lipfersberg nach Niedernhall.
- Mühlbach[LUBW 10], von links und heute unterirdisch auf etwa 210 m ü. NHN an der Einmündung der Bachwiesenstraße in die Neufelser Straße, ca. 0,5 km[LUBW 7] und ca. 0,1 km². Zweigt zuvor nach links ab auf etwa 230 m ü. NHN an einer Wegbrücke etwa gegenüber dem Haus Lutzenbrunnen 24 in Niedernhall.
  -  Durchläuft den Mühlsee auf etwa 210 m ü. NHN links am Lauf an der Talmündung in die Kocheraue hinter dem Eckhaus Neufelser Straße 13 zur einmündenden Straße Mühlsee, unter 0,1 ha.

Mündung des Forellenbachs von links und zuletzt Osten auf knapp 200 m ü. NHN am Parkplatz der flussbrückennahen Talsportplatzes von Niedernhall in den unteren Kocher. Der Bach ist 4,4 km lang und hat ein Einzugsgebiet von 6,7 km².
Der Forellenbach fließt zuletzt in einem Straßenblock Abstand von der nördlichen Stadtmauer außerhalb an der Altstadt vorbei. Dicht vor der südlichen Stadtmauer zieht sich eine schmale Senke vom Kocher ostwärts auf die Talmündung des Forellenbachs zu, vermutlich der Überrest eines alten Stadtgrabens, der vielleicht vom Forellenbach gespeist wurde.

### LUBW
Amtliche Online-Gewässerkarte mit passendem Ausschnitt und den hier benutzten Layern: Lauf und Einzugsgebiet des Forellenbachs

Allgemeiner Einstieg ohne Voreinstellungen und Layer: Daten- und Kartendienst der Landesanstalt für Umwelt Baden-Württemberg (LUBW) (Hinweise)
1. 1 2 3 4 5  Höhe nach dem Höhenlinienbild auf dem Hintergrundlayer Topographische Karte.
2. 1 2 3  Länge nach dem Layer Gewässernetz (AWGN).
3. 1 2  Einzugsgebiet nach dem Layer Basiseinzugsgebiet (AWGN).
4. ↑  Bachnatur nach dem Layer Biotope.
5. ↑  Seefläche nach dem Layer Stehende Gewässer.
6. ↑  Einzugsgebiet abgemessen auf dem Hintergrundlayer Topographische Karte.
7. 1 2 3  Länge abgemessen auf dem Hintergrundlayer Topographische Karte.
8. 1 2 3 4 5 6 7  Höhe nach schwarzer Beschriftung auf dem Hintergrundlayer Topographische Karte.
9. ↑  Name Herrgottsbergklinge nach dem Layer Biotope, Name Säubergsklinge nach dem Layer WMS ALKIS Basis auf: Geoportal Baden-Württemberg (Hinweise)
 Nach dem Hintergrundlayer Topographische Karte heißt der Sporn zwischen Forellenbach und dieser Klinge Herrgottsberg, der nach ihr links das Tal begleitende Hang Sauberg (!); auf der anderen Karte finden sich verschiedene, durch Qualifizierung unterschiedene Gewanne, die den Namensbestandteil Säuberg enthalten.
10. ↑  Auf dem
  - Meßtischblatt 6723 Öhringen von 1933 in der Deutschen Fotothek

ist der linke Forellenbach-Zweig des Mühlbachs unterhalb seines auch heutigen Abzweigs beschriftet, auf dem aktuelleren Hintergrundlayer Topographische Karte steht dieser Namenszug jedoch größtenteils oberhalb des Abzweigs. Dies scheint der heute stärkeren Bebauung am Talende geschuldet, deretwegen die Kartenzeichner – allerdings missverständlich – die Beschriftung häuserferner anbringen wollten. Trotz dieses Anscheins ist also Mühlbach nicht der Unterlaufname des Forellenbachs selbst.

### Andere Belege
1. ↑  Wolf-Dieter Sick: Geographische Landesaufnahme: Die naturräumlichen Einheiten auf Blatt 162 Rothenburg o. d. Tauber. Bundesanstalt für Landeskunde, Bad Godesberg 1962. → Online-Karte (PDF; 4,7 MB)
2. ↑  Geologie grob nach: Mapserver des Landesamtes für Geologie, Rohstoffe und Bergbau (LGRB) (Hinweise)
3. 1 2  Der Name Herrenbrunnen für die Quelle ist abzulesen auf dem
  - Meßtischblatt 6723 Öhringen von 1933 in der Deutschen Fotothek;

ein dann wohl eponym gebrauchtes Herrenbrunnen für den Forellenbach-Zufluss ist nicht sicher abzulesen auf dem Topographischen Atlas des Königreichs Württemberg, Blatt XXXVII resp. 6 Künzelsau von 1851: der Schriftzug dort könnte auch Hansenbrunnen oder Hangenbrunnen lauten.